# Plano projetivo complexo
Em matemática, o plano projetivo complexo, usualmente denotado P2(C), é o espaço projetivo complexo bidimensional. É uma variedade complexa descrita por suas três coordenadas complexas
{\displaystyle (z_{1},z_{2},z_{3})\in \mathbf {C} ^{3},\qquad (z_{1},z_{2},z_{3})\neq (0,0,0)}
onde, no entanto, os triplos diferentes por um redimensionamento geral são identificados:
{\displaystyle (z_{1},z_{2},z_{3})\equiv (\lambda z_{1},\lambda z_{2},\lambda z_{3});\quad \lambda \in \mathbf {C} ,\qquad \lambda \neq 0.}
Ou seja, estes são coordenadas homogêneas no sentido tradicional da geometria projetiva.